# 幸福的拉扎罗
《幸福的拉扎罗》是2018年由阿莉切·罗尔瓦赫尔执导的剧情电影，于戛纳电影节首映，并入选主竞赛单元。本片最终获得了戛纳电影节最佳剧本奖。

## 评价
在影评网站“烂番茄”上，该片的好评率为89%，基于47条评论，影片的平均为7.6分（满分10分）。